# Lei de opinião
Lei de opinião é conceito desenvolvido pelo renomado filósofo inglês John Locke (Wrington, 29 de agosto de 1632 — Harlow, 28 de outubro de 1704) o qual julga, de acordo com o contexto social, quais ações são virtuosas ou viciosas, ou seja, quais agregam reputação e quais estão em descrédito perante à sociedade em questão.
	Em 1690, John Locke escreveu o Ensaio sobre o Entendimento Humano (An Essay Concerning Human Understanding), no qual demonstra o caráter não-inato das ideias e afirma que a procedência dessas está na experiência, material elementar do entendimento. No mesmo Ensaio, Locke reflete sobre as leis às quais os homens geralmente relacionam suas ideias para julgar se essas são corretas ou não: são as leis divina, civil e de opinião (ou reputação). 

## As ideias
No livro Segundo de Ensaio sobre o Entendimento Humano, fala sobre a origem das ideias e sua relação com o entendimento que os homens têm das coisas. Todo homem tem consciência do que pensa e que, ao pensar, sua mente se ocupa de ideias, mas a questão levantada por Locke é: como apreendemos essas ideias?
	As ideias provêm da experiência, tanto das sensações (experiências externas) quanto das reflexões (experiências internas). Locke divide as ideias em (1) simples, ou ideias que não podem ser formadas ou inventadas pelo entendimento, tampouco destruídas. O entendimento pode apenas repetir, comparar, unir e separar as ideias simples de infinitas maneiras, mas nunca aniquilá-las: é impossível imaginar imaginar algo sem uma base na experiência das ideias simples (tem imaginar o gosto de algo que nunca provou, por exemplo); e (2) complexas, fabricadas voluntariamente pelo intelecto e divididas em três categorias: substâncias, modos e relações. 
* Modos: Locke chama "modos" as ideias complexas originárias de qualquer combinação, e que não subsistem por si mesmas. São duas classes de modos, compostos ou mistos. Os modos simples são combinações da mesma ideia simples, excluindo qualquer outra, como, por exemplo, os números, que são diferentes combinações da unidade. Os modos mistos são compostos de ideias simples heterogêneas, formando uma ideia complexa, como a de beleza, por exemplo, que combina as de cor, figura, deleite do espectador, etc. 
* Substâncias: Locke define Substâncias como combinações de ideias simples tomadas como representantes de coisas particulares distintas e subsistentes por si mesmas; seria o caso da ideia de homem, entre outras. Existem duas espécies de substâncias: as singulares, existindo isoladamente, como a ideia complexa do homem; e as coletivas, reunião de várias substâncias singulares numa única ideia – singular, por sua vez –, como a de um exército de homens ou uma cidade.
* Relações: as ideias de relação consistem na consideração e comparação entre ideias, como as propriedades de relações matemáticas, como o quadrado, o triângulo, etc. Existem três ideias de relações: as de relações naturais, as voluntárias (ou instituídas) e as de relações morais. As ideias de relações naturais são as que dependem de relações inalteráveis desde sua origem ou começo, como as ideias de família (pai, filho, primo). Ideias de relações voluntárias são as que têm por base os atos voluntários dos homens e que oferecem eles o direito, poder ou obrigação de fazer algo, como as ideias de general (que tem poder sobre um exército) ou de cidadão e burguês (pessoas que possuem certos privilégios em determinados lugares). Por último, existem as ideias de relações morais, que são as de conformidade ou discordância das ações dos homens em relação às regras morais, pelas quais são julgados, punidos ou recompensados. 

## As leis que regem o comportamento humano
Segundo John Locke, as ideias complexas de realções são “uma espécie de relação, em conformidade ou desacordo às ações voluntárias dos homens, que compreende uma regra à qual eles se referem, e pela qual eles são julgados, que, penso, pode ser denominada relação moral, sendo isto o que designa nossas ações morais”

	As regras morais ou leis por meio das quais os homens analisam a retidão ou depravação de suas ações podem ser dividas em três tipos, com três diferentes níveis de cumprimento, de prêmios e punições para os que não as cumprem. São essas: (1) a lei divina; (2) a lei civil, e (3) a lei de opinião ou reputação.

 “Pela sua relação com a primeira, os homens julgam se suas ações são pecaminosas ou respeitosas; em função da segunda, se são criminosos ou inocentes, e, finalmente, em função da terceira, se são virtuosos ou pecadores.”(John Locke, Ensaio Sobre o Entendimento Humano)

### Lei Divina
Locke duvida que alguém seja a tal ponto obtuso para questionar o fato de Deus, "nosso criador perfeitamente sábio", ter dado aos homens uma regra pela qual devemos orientar nosso comportamento. Sendo assim, essa a única lei absoluta de retidão moral e pela qual pode-se julgar os bens e males mais relevantes das ações humanas.

### Lei Civil
Esta é a lei que mede os crimes e a inocência dos indivíduos. De acordo com a lei civil, ou a regra estabelecida pela comunidade a respeito das ações de seus membros, os homens julgam se suas ações são ou não criminosas.

### Lei de Opinião
Esta é a lei filosófica, que julga, de acordo com o contexto social, quais ações são virtuosas ou viciosas, ou seja, quais agregam reputação e quais estão em descrédito perante à sociedade em questão. 

## Lei de Opinião
“A lei filosófica é a medida do vício e da virtude. Segundo a lei da opinião, ou da reputação, o “vicio” e a “virtude” são nomes pretendidos e supostos em toda parte como indicadores das ações em sua própria natureza como certas e erradas. Enquanto são aplicadas dessa maneira, coincidem com a lei divina antes mencionada. Entretanto, seja o que for que pretenda, tem-se como evidente que os nomes “virtude” e “vício”, nos casos específicos em que se aplicam, através de várias nações e sociedades humanos do mundo, atribuem-se com constância e apenas às ações consideradas por cada país e sociedade como reputáveis ou maléficas. Nem é de estranhar que os homens em toda parte atribuam o nome ‘virtude’ às ações julgadas merecedoras de recompensa, e denominem ‘vício’ tudo o que é considerado condenável, já que, se tomassem outra atitude, se condenariam, ou seja, apesar de julgarem uma ação correta, não permitiriam que fosse louvada, ou não permitiriam que uma ação errada deixasse de ser condenada. Deste modo, em toda parte a medida daquilo que se denomina e se considera virtude e vicio consiste em sua aceitação ou rejeição, em seu louvor ou condenação. Estabelece, assim, por um secreto e tácito consentimento, em várias sociedades, tribos e grêmios de homens no mundo, um conjunto de ações que são julgadas por eles meritórias ou condenáveis, segundo o julgamento, as máximas e os costumes de certo lugar.” (John Locke, Ensaio sobre o Entendimento Humano)
A obediência a está lei está diretamente relacionado ao poder, disseminado por terceiros, de pensar (e julgar) bem ou mal de alguém, de atribuir-lhe crédito ou lançá-lo em desgraça, conforme o que julguem ações virtuosas ou viciosas. Em sua obra, Locke ainda diz que a maior parte da sociedade governa-se quase que exclusivamente pela lei de reputação, muitas vezes ignorando as leis divina e civil, por ser praticamente insuportável viver em descrédito perante os homens. 